# Un jour, un enfant, un loup
 (décembre 2024).
Si vous disposez d'ouvrages ou d'articles de référence ou si vous connaissez des sites web de qualité traitant du thème abordé ici, merci de compléter l'article en donnant les références utiles à sa vérifiabilité et en les liant à la section « Notes et références ».
Un jour, un enfant, un loup est un roman d'aventure écrit par Anne Mirman, publié en France aux éditions Le Livre de poche Jeunesse en 2001.

## résumé
L'histoire se passe sur la terre d'Ellmène, une grande île du Canada proche du Groenland à 800 km du pôle nord, durant 3 mois. Trois personnes vont au Canada pour observer des loups dont Mamie, la grand-mère louve, et Wonda, la louve. Il y a là Kévin, fils de Pat, Pat, père de Kévin et Flavio le photographe italien. Ils partent en hélicoptère et plantent leurs tentes. Pour se déplacer, ils ont 2 voitures tout terrain, Clémentine et Mandarine.

## Éditions
Édition petit format : Le Livre de poche Jeunesse, 2001  (ISBN 2-01-321856-7).